# Linia kolejowa Gościno – Kołobrzeg Wąskotorowy
Linia kolejowa Gościno – Kołobrzeg Wąskotorowy – rozebrana linia kolejowa wąskotorowa łącząca Gościno i Kołobrzeg. Linia została otwarta 27 maja 1895 roku. Linia całej swojej długości była jednotorowa, a rozstaw szyn wynosił 1000 mm. Od stacji Kołobrzeg Kostrzewno istniał splot torów, który prowadził do normalnotorowej stacji Kołobrzeg. W 1961 nastąpiło zamknięcie linii dla ruchu pasażerskiego oraz towarowego. Po 1962 roku nastąpiła fizyczna likwidacja linii. Na odcinku Błotnica Przećmino–Gościno śladem linii kolejowej jest prowadzony szlak rowerowy.